# Membres de l'Ordre du Canada, par ordre alphabétique M
| Nom                               | Ville                      | Province                | Grade     | Année | Occupation                                      |
| Isabel MacArthur                  | Winnipeg                   | Manitoba                | Officier  | 1972  |                                                 |
| Ann C. Macaulay                   | Montréal                   | Québec                  | Membre    |       |                                                 |
| John A. MacAulay                  | Winnipeg                   | Manitoba                | Compagnon | 1967  |                                                 |
| George Boyd MacBeath              | Fredericton                | Nouveau-Brunswick       | Membre    | 1980  |                                                 |
| Elizabeth P. MacCallum            | Ottawa                     | Ontario                 | Officier  | 1967  |                                                 |
| A.A. Macdonald                    | Souris                     | Île-du-Prince-Édouard   | Officier  | 1967  |                                                 |
| Brian Macdonald                   | Stratford                  | Ontario                 | Compagnon | 1967  |                                                 |
| Donald MacDonald                  | Stratford                  | Ontario                 | Officier  | 1972  |                                                 |
| Donald C. MacDonald               | Toronto                    | Ontario                 | Membre    | 2003  |                                                 |
| Donald Stovel Macdonald           | Uxbridge                   | Ontario                 | Compagnon | 1994  |                                                 |
| Finlay MacDonald                  | Halifax                    | Nouvelle-Écosse         | Officier  | 1969  |                                                 |
| Flora Isabel MacDonald            | Ottawa                     | Ontario                 | Compagnon | 1992  |                                                 |
| George F. MacDonald               | Cantley                    | Québec                  | Membre    |       |                                                 |
| H. Ian Macdonald                  | Toronto                    | Ontario                 | Officier  | 1977  |                                                 |
| John B. Macdonald                 | Keswick                    | Ontario                 | Officier  | 1991  |                                                 |
| John Spencer MacDonald            | Vancouver                  | Colombie-Britannique    | Officier  | 1988  |                                                 |
| Mary Elizabeth Macdonald          | Ottawa                     | Ontario                 | Membre    | 1979  |                                                 |
| Neil MacDonald                    | Westmount                  | Québec                  | Membre    | 1995  |                                                 |
| Ronald St. John Macdonald         | Halifax                    | Nouvelle-Écosse         | Compagnon | 1984  |                                                 |
| Thelma P. MacDonald               | Souris                     | Île-du-Prince-Édouard   | Membre    | 1991  |                                                 |
| W. Ross MacDonald                 | Brantford                  | Ontario                 | Officier  | 1974  |                                                 |
| John A. MacDonell                 | Toronto                    | Ontario                 | Membre    | 1976  |                                                 |
| James M. MacDonnell               | Ottawa                     | Ontario                 | Compagnon | 1967  |                                                 |
| Peter L.P. Macdonnell             | Edmonton                   | Alberta                 | Membre    | 1979  |                                                 |
| Hartland M. MacDougall            | Toronto                    | Ontario                 | Officier  | 1981  |                                                 |
| Reford MacDougall                 | Westmount                  | Québec                  | Membre    | 2003  |                                                 |
| J.W. Grant MacEwan                | Calgary                    | Alberta                 | Officier  | 1974  |                                                 |
| Elsie Gregory MacGill             | Toronto                    | Ontario                 | Officier  | 1971  |                                                 |
| James G. MacGregor                | Edmonton                   | Alberta                 | Membre    | 1973  |                                                 |
| Roy MacGregor                     | Kanata                     | Ontario                 | Officier  | 2005  |                                                 |
| Dorothy A. Macham                 | Willowdale                 | Ontario                 | Membre    | 1980  |                                                 |
| Elaine Rita MacInnes              | Toronto                    | Ontario                 | Officier  | 2000  |                                                 |
| Grace MacInnis                    | Vancouver                  | Colombie-Britannique    | Officier  | 1974  |                                                 |
| Joseph B. MacInnis                | Toronto                    | Ontario                 | Membre    | 1976  |                                                 |
| Alexander Wayne MacKay            | Waverley                   | Nouvelle-Écosse         | Membre    | 2005  |                                                 |
| Bertram R. MacKay                 | Ottawa                     | Ontario                 | Membre    | 1972  |                                                 |
| Colin B. Mackay                   | Rothesay                   | Nouveau-Brunswick       | Officier  | 1970  |                                                 |
| Donald Mackay                     | Peterborough               | Ontario                 | Officier  | 2003  |                                                 |
| Harold MacKay                     | Regina                     | Saskatchewan            | Officier  | 2002  |                                                 |
| J. Keiller Mackay                 | Toronto                    | Ontario                 | Officier  | 1967  |                                                 |
| J. Ross Mackay                    | Vancouver                  | Colombie-Britannique    | Officier  | 1981  |                                                 |
| Julien S. Mackay                  | Mascouche                  | Québec                  | Membre    | 1993  |                                                 |
| Patricia M. MacKay                | Toronto                    | Ontario                 | Membre    | 1984  |                                                 |
| Robert A. MacKay                  | Ottawa                     | Ontario                 | Officier  | 1970  |                                                 |
| H.P. MacKeen                      | Halifax                    | Nouvelle-Écosse         | Officier  | 1969  |                                                 |
| C. Jack Mackenzie                 | Ottawa                     | Ontario                 | Compagnon | 1967  |                                                 |
| Harry D. MacKenzie                | Charlottetown              | Île-du-Prince-Édouard   | Membre    | 1984  |                                                 |
| Lewis W. MacKenzie                | Bracebridge                | Ontario                 | Membre    |       |                                                 |
| Maxwell W. MacKenzie              | Peterborough               | Ontario                 | Officier  | 1972  |                                                 |
| N.A.M. MacKenzie                  | Vancouver                  | Colombie-Britannique    | Compagnon | 1969  |                                                 |
| Walter C. MacKenzie               | Edmonton                   | Alberta                 | Officier  | 1970  |                                                 |
| Ross A. MacKimmie                 | Calgary                    | Alberta                 | Officier  | 1985  |                                                 |
| Arthur MacKinnon                  | Summerside                 | Île-du-Prince-Édouard   | Membre    | 1989  |                                                 |
| Dorothy G. MacKinnon              | Vancouver                  | Colombie-Britannique    | Membre    | 1980  |                                                 |
| Frank MacKinnon                   | Calgary                    | Alberta                 | Officier  | 1969  |                                                 |
| Frederick R. MacKinnon            | Halifax                    | Nouvelle-Écosse         | Officier  | 1992  |                                                 |
| W.A. Mackintosh                   | Kingston                   | Ontario                 | Compagnon | 1967  |                                                 |
| Michael K. Macklem                | Ottawa                     | Ontario                 | Membre    | 2005  |                                                 |
| Peter Tiffany Macklem             | Lansdowne                  | Ontario                 | Officier  | 1987  |                                                 |
| George Campbell MacLean           | Winnipeg                   | Manitoba                | Membre    | 1986  |                                                 |
| J. Angus MacLean                  | Belle River                | Île-du-Prince-Édouard   | Officier  | 1991  |                                                 |
| Lloyd D. MacLean                  | Montréal                   | Québec                  | Officier  | 1984  |                                                 |
| Elinor Elizabeth MacLellan        | Kensington                 | Île-du-Prince-Édouard   | Membre    | 1989  |                                                 |
| Malcolm A. MacLellan              | Antigonish                 | Nouvelle-Écosse         | Officier  | 1970  |                                                 |
| David H. MacLennan                | Toronto                    | Ontario                 | Officier  | 2001  |                                                 |
| Hugh MacLennan                    | Montréal                   | Québec                  | Compagnon | 1967  |                                                 |
| Roderick J. MacLennan             | Truro                      | Nouvelle-Écosse         | Membre    | 2004  |                                                 |
| Gregory Jerome MacLeod            | Sydney                     | Nouvelle-Écosse         | Membre    | 2001  |                                                 |
| Innis G. MacLeod                  | Dartmouth                  | Nouvelle-Écosse         | Officier  | 1971  |                                                 |
| J. Ronald MacLeod                 | Surrey                     | Colombie-Britannique    | Officier  | 2001  |                                                 |
| J. Wendell MacLeod                | Montréal                   | Québec                  | Officier  | 1980  |                                                 |
| Jean Achmatowicz MacLeod          | Ashburn                    | Ontario                 | Membre    | 2001  |                                                 |
| Robert Graham MacLeod             | Charlottetown              | Île-du-Prince-Édouard   | Membre    | 1985  |                                                 |
| Hugh Allan MacMaster              | Judique                    | Nouvelle-Écosse         | Membre    |       |                                                 |
| Natalie MacMaster                 | Peterborough               | Ontario                 | Membre    |       |                                                 |
| C. Lamont MacMillan               | Baddeck                    | Nouvelle-Écosse         | Membre    | 1972  |                                                 |
| Ernest MacMillan                  | Toronto                    | Ontario                 | Compagnon | 1969  |                                                 |
| Harvey R. MacMillan               | Vancouver                  | Colombie-Britannique    | Compagnon | 1970  |                                                 |
| Margaret MacMillan                | Toronto                    | Ontario                 | Officier  | 2005  |                                                 |
| Norman John MacMillan             | Montréal                   | Québec                  | Compagnon | 1974  |                                                 |
| Viola MacMillan                   | Toronto                    | Ontario                 | Membre    | 1992  |                                                 |
| James Alexander MacMurray         | Saint John                 | Nouveau-Brunswick       | Membre    | 1998  |                                                 |
| Gordon Murray MacNabb             | Almonte                    | Ontario                 | Officier  | 1995  |                                                 |
| Geraldine MacNamara               | Winnipeg                   | Manitoba                | Membre    | 1983  |                                                 |
| Alan Aylesworth Macnaughton       | Montréal                   | Québec                  | Officier  | 1994  |                                                 |
| John A. MacNaughton               | Toronto                    | Ontario                 | Membre    | 2004  |                                                 |
| John David Francis MacNaughton    | Mississauga                | Ontario                 | Officier  | 1997  |                                                 |
| Rita MacNeil                      | Sydney                     | Nouvelle-Écosse         | Membre    | 1991  |                                                 |
| Teresa MacNeil                    | Johnstown                  | Nouvelle-Écosse         | Membre    | 2004  |                                                 |
| Brian F. MacNeill                 | Calgary                    | Alberta                 | Membre    | 2005  |                                                 |
| Isabel MacNeill                   | Halifax                    | Nouvelle-Écosse         | Officier  | 1971  |                                                 |
| James William MacNeill            | Ottawa                     | Ontario                 | Officier  | 1995  |                                                 |
| Rita V. MacNeill                  | Dieppe                     | Nouveau-Brunswick       | Membre    | 1982  |                                                 |
| Robert Lloyd George MacPhail      | Cornwall                   | Île-du-Prince-Édouard   | Membre    | 1994  |                                                 |
| C. Brough Macpherson              | Toronto                    | Ontario                 | Officier  | 1976  |                                                 |
| Dorothy Macpherson                | Ottawa                     | Ontario                 | Membre    | 1973  |                                                 |
| Duncan I. MacPherson              | Beaverton                  | Ontario                 | Membre    | 1987  |                                                 |
| J. Fraser MacPherson              | Vancouver                  | Colombie-Britannique    | Membre    | 1987  |                                                 |
| Kathleen Macpherson               | Toronto                    | Ontario                 | Membre    | 1982  |                                                 |
| Herbert Farquhar MacRae           | Truro                      | Nouvelle-Écosse         | Membre    | 1992  |                                                 |
| Marion Bell MacRae                | Toronto                    | Ontario                 | Membre    | 1982  |                                                 |
| Sandy Auld Mactaggart             | Edmonton                   | Alberta                 | Officier  | 1997  |                                                 |
| Bahadur Madhani                   | Richmond Hill              | Ontario                 | Membre    | 2000  |                                                 |
| Lino Magagna                      | Mississauga                | Ontario                 | Membre    | 1987  |                                                 |
| George C. Mager                   | Williamstown               | Ontario                 | Membre    | 1990  |                                                 |
| Stephen A. Magnacca               | Brandon                    | Manitoba                | Membre    | 1973  |                                                 |
| Henry Fook Yuen Mah               | Edmonton                   | Alberta                 | Membre    | 2000  |                                                 |
| Louise Y. Maheu                   | Toronto                    | Ontario                 | Membre    | 1992  |                                                 |
| Renée Maheu                       | Sutton                     | Québec                  | Membre    | 1990  |                                                 |
| George Maheux                     | Sainte-Foy                 | Québec                  | Membre    | 1972  |                                                 |
| J.T. Maheux                       | Québec                     | Québec                  | Officier  | 1967  |                                                 |
| Leo James Mahoney                 | Toronto                    | Ontario                 | Membre    | 2001  |                                                 |
| William Mahoney                   | Mississauga                | Ontario                 | Officier  | 1978  |                                                 |
| Francis William Mahovlich         | Ottawa                     | Ontario                 | Membre    | 1994  |                                                 |
| Gerald J. Maier                   | Calgary                    | Alberta                 | Officier  | 2003  |                                                 |
| Andrée Maillet                    | Westmount                  | Québec                  | Officier  | 1978  |                                                 |
| Antonine Maillet                  | Outremont                  | Québec                  | Officier  | 1976  |                                                 |
| Corinne Dupuis Maillet            | Montréal                   | Québec                  | Membre    | 1973  |                                                 |
| Marguerite Maillet                | Moncton                    | Nouveau-Brunswick       | Officier  | 2002  |                                                 |
| Noël Mailloux                     | Montréal                   | Québec                  | Officier  | 1967  |                                                 |
| Jagmohan S. Maini                 | Ottawa                     | Ontario                 | Officier  | 1999  |                                                 |
| Jean-Louis Major                  | St-Isodore                 | Ontario                 | Membre    | 2005  |                                                 |
| Julien Major                      | Saint-Lambert              | Québec                  | Membre    | 1988  |                                                 |
| Tak Wah Mak                       | Toronto                    | Ontario                 | Officier  | 2000  |                                                 |
| Helen Mamayaok Maksagak           | Cambridge Bay              | Nunavut                 | Membre    | 2002  |                                                 |
| Roger Malaison                    | Jonquière                  | Québec                  | Membre    | 1972  |                                                 |
| Eric Maldoff                      | Montréal                   | Québec                  | Membre    | 2001  |                                                 |
| Lalita Malhotra                   | Prince Albert              | Saskatchewan            | Membre    |       |                                                 |
| Donald M. Malinowski              | Newmarket                  | Ontario                 | Membre    | 1988  |                                                 |
| Eleanor A. Malkin                 | Vancouver                  | Colombie-Britannique    | Membre    | 1991  |                                                 |
| Jane Mallett                      | Toronto                    | Ontario                 | Membre    | 1975  |                                                 |
| Aidan Maloney                     | Saint-Jean                 | Terre-Neuve-et-Labrador | Membre    | 1992  |                                                 |
| Salvatore Mancuso                 | Montréal                   | Québec                  | Membre    | 1976  |                                                 |
| John L. Manion                    | Ottawa                     | Ontario                 | Officier  | 1984  |                                                 |
| Elizabeth Manley                  | Ottawa                     | Ontario                 | Membre    | 1988  |                                                 |
| Anthony T. Mann                   | Winnipeg                   | Manitoba                | Membre    | 1980  |                                                 |
| Susan Mann                        | Outremont                  | Québec                  | Membre    | 2000  |                                                 |
| Annie E. Manning                  | Cape Dorset                | Nunavut                 | Membre    | 2004  |                                                 |
| Ernest C. Manning                 | Calgary                    | Alberta                 | Compagnon | 1969  |                                                 |
| Thomas H. Manning                 | Merrickville               | Ontario                 | Officier  | 1974  |                                                 |
| Frederick C. Mannix               | Calgary                    | Alberta                 | Officier  | 1984  |                                                 |
| Frederick P. Mannix               | Calgary                    | Alberta                 | Officier  | 2005  |                                                 |
| Ronald Neil Mannix                | Calgary                    | Alberta                 | Officier  | 2005  |                                                 |
| Paul D. Manson                    | Ottawa                     | Ontario                 | Officier  | 2002  |                                                 |
| Edith E. Manuel                   | Springdale                 | Terre-Neuve-et-Labrador | Membre    | 1990  |                                                 |
| George Manuel                     | Chase                      | Colombie-Britannique    | Officier  | 1986  |                                                 |
| Helen Manyfingers                 | Cardston                   | Alberta                 | Membre    | 1999  |                                                 |
| George Edward Mara                | Toronto                    | Ontario                 | Membre    | 1976  |                                                 |
| Azilda L. Marchand                | L'Ange-Gardien de Rouville | Québec                  | Membre    | 1985  |                                                 |
| Jean Marchand                     | Québec                     | Québec                  | Compagnon | 1986  |                                                 |
| Leonard S. Marchand               | Kamloops                   | Colombie-Britannique    | Membre    | 1999  |                                                 |
| Robert H. Marchessault            | Montréal                   | Québec                  | Officier  | 1999  |                                                 |
| Arthur Marchildon                 | North Battleford           | Saskatchewan            | Membre    | 1986  |                                                 |
| André Marcil                      | Outremont                  | Québec                  | Officier  | 1971  |                                                 |
| Monique Marcil                    | St-Lambert                 | Québec                  | Membre    | 1988  |                                                 |
| Célestin Marcotte                 | Québec                     | Québec                  | Membre    |       |                                                 |
| Gilles Marcotte                   | Montréal                   | Québec                  | Membre    | 1996  |                                                 |
| Raymond J. Marcotte               | Ottawa                     | Ontario                 | Membre    | 1993  |                                                 |
| A. Hollis Marden                  | Montréal                   | Québec                  | Membre    | 1974  |                                                 |
| Richard Charles Margison          | Toronto                    | Ontario                 | Officier  | 2000  |                                                 |
| Richard Gordon Margolese          | Westmount                  | Québec                  | Membre    | 1996  |                                                 |
| Leo Margolis                      | Nanaimo                    | Colombie-Britannique    | Officier  | 1990  |                                                 |
| Charles-Eugène Marin              | Ste-Anne-des-Monts         | Québec                  | Membre    | 1984  |                                                 |
| Alain Marion                      | Hull                       | Québec                  | Membre    | 1990  |                                                 |
| Léo Marion                        | Ottawa                     | Ontario                 | Compagnon | 1967  |                                                 |
| Séraphin Marion                   | Ottawa                     | Ontario                 | Officier  | 1976  |                                                 |
| Daphne B. Marlatt                 | Vancouver                  | Colombie-Britannique    | Membre    | 2005  |                                                 |
| Paul Marmet                       | Gloucester                 | Ontario                 | Officier  | 1981  |                                                 |
| Falah B. Maroun                   | Saint-Jean                 | Terre-Neuve-et-Labrador | Membre    | 2001  |                                                 |
| Paul-Yvan Marquis                 | Aylmer                     | Québec                  | Membre    | 2001  |                                                 |
| Jean-Claude Marsan                | Montréal                   | Québec                  | Officier  | 1995  |                                                 |
| Lorna R. Marsden                  | Toronto                    | Ontario                 | Membre    | 2005  |                                                 |
| James Harley Marsh                | Edmonton                   | Alberta                 | Membre    | 1988  |                                                 |
| Jack Marshall                     | Morrisburg                 | Ontario                 | Membre    | 1995  |                                                 |
| Kenric R. Marshall                | Toronto                    | Ontario                 | Membre    | 1978  |                                                 |
| Lois Marshall                     | Toronto                    | Ontario                 | Compagnon | 1967  |                                                 |
| William Marshall (en)             | Toronto                    | Ontario                 | Membre    | 2002  | Producteur, cofondateur du TIFF                 |
| William L. Marshall               | Inverary                   | Ontario                 | Officier  |       |                                                 |
| Ethel G. Martens                  | Ottawa                     | Ontario                 | Membre    | 1998  |                                                 |
| Claire Martin                     | Québec                     | Québec                  | Compagnon | 1984  |                                                 |
| Frederic Shaw Martin              | Gatineau                   | Québec                  | Membre    | 1996  |                                                 |
| Goldwyn Arthur Martin             | Willowdale                 | Ontario                 | Compagnon | 1991  |                                                 |
| Paul Martin                       | Windsor                    | Ontario                 | Compagnon | 1976  |                                                 |
| Paul-Aimé Martin                  | Montréal                   | Québec                  | Membre    | 1991  |                                                 |
| Richard Martin                    | Île-des-Sœurs              | Québec                  | Membre    | 1998  |                                                 |
| Jean Martineau                    | Montréal                   | Québec                  | Compagnon | 1969  |                                                 |
| Ronald Martland                   | Rockcliffe                 | Ontario                 | Compagnon | 1982  |                                                 |
| Beverly Sharon Mascoll            | Toronto                    | Ontario                 | Membre    | 1998  |                                                 |
| Norman Byron Mason                | Truro                      | Nouvelle-Écosse         | Membre    |       |                                                 |
| René Massé                        | L'Île-Bizard               | Québec                  | Membre    | 2002  |                                                 |
| Vincent Massey                    | Port Hope                  | Ontario                 | Compagnon | 1967  |                                                 |
| Henri Masson                      | Ottawa                     | Ontario                 | Officier  | 1994  | Peintre                                         |
| Maria Coulonval Masson            | Québec                     | Québec                  | Officier  | 1983  |                                                 |
| Yoshio Masui                      | Don Mills                  | Ontario                 | Officier  | 2003  |                                                 |
| Alexander D.M. Matheson           | Brandon                    | Manitoba                | Membre    | 1982  |                                                 |
| Florence I. Matheson              | Charlottetown              | Île-du-Prince-Édouard   | Officier  | 1973  |                                                 |
| John Ross Matheson                | Kingston                   | Ontario                 | Officier  | 1993  |                                                 |
| Robert S. Matheson                | Edmonton                   | Alberta                 | Membre    | 1989  |                                                 |
| Francis A.L. Mathewson            | Winnipeg                   | Manitoba                | Membre    | 1977  |                                                 |
| Roméo Mathieu                     | Montréal                   | Québec                  | Membre    | 1983  |                                                 |
| Monica Matte                      | Montréal                   | Québec                  | Membre    | 1981  |                                                 |
| Nicolas Mateesco Matte            | Montréal                   | Québec                  | Officier  | 1976  |                                                 |
| Charles A.G. Matthews             | Toronto                    | Ontario                 | Membre    | 1973  |                                                 |
| Roger Matton                      | Québec                     | Québec                  | Officier  | 1984  |                                                 |
| Guy Mauffette                     | Outremont                  | Québec                  | Membre    | 1972  |                                                 |
| Arthur V. Mauro                   | Winnipeg                   | Manitoba                | Officier  | 1987  |                                                 |
| Nurjehan Mawani                   | Rockcliffe                 | Ontario                 | Membre    | 1993  |                                                 |
| Judith Maxwell                    | Ottawa                     | Ontario                 | Membre    | 1995  |                                                 |
| Arthur W. May                     | Saint-Jean                 | Terre-Neuve-et-Labrador | Officier  | 1995  |                                                 |
| Elaine R. May                     | Beebe                      | Québec                  | Membre    | 1976  |                                                 |
| Elizabeth May                     | Ottawa                     | Ontario                 | Officier  | 2005  |                                                 |
| William M. Mayne                  | Thornhill                  | Ontario                 | Membre    | 1981  |                                                 |
| Albert Mayrand                    | Ville Saint-Laurent        | Québec                  | Officier  | 1997  |                                                 |
| Donald Mazankowski                | Sherwood Park              | Alberta                 | Officier  | 2000  |                                                 |
| Vernon F. McAdam                  | rivière-Beaudette          | Québec                  | Officier  | 1967  |                                                 |
| Robert Donald McAllister          | Azilda                     | Ontario                 | Membre    | 1983  |                                                 |
| George Arnold McArthur            | Hudson Heights             | Québec                  | Membre    | 1979  |                                                 |
| Helen McArthur                    | Guelph                     | Ontario                 | Officier  | 1971  |                                                 |
| Donald G. McBride                 | Kingston                   | Ontario                 | Membre    | 1988  |                                                 |
| Joan H. McBride                   | Kingston                   | Ontario                 | Membre    | 1988  |                                                 |
| Eric McBurnie                     | Niagara-on-the-Lake        | Ontario                 | Membre    | 1978  |                                                 |
| John Robert McCaig                | Calgary                    | Alberta                 | Membre    | 1998  |                                                 |
| Margaret Ann McCaig               | Calgary                    | Alberta                 | Membre    | 2004  |                                                 |
| G. Wallace F. McCain              | Toronto                    | Ontario                 | Officier  | 1995  |                                                 |
| H. Harrison McCain                | Florenceville              | Nouveau-Brunswick       | Compagnon | 1984  |                                                 |
| Laura B. McCain                   | Florenceville              | Nouveau-Brunswick       | Membre    | 1974  |                                                 |
| Margaret Norrie McCain            | Toronto                    | Ontario                 | Officier  | 1998  |                                                 |
| Robert D. McCall                  | Toronto                    | Ontario                 | Membre    | 1988  |                                                 |
| Hazel McCallion                   | Mississauga                | Ontario                 | Membre    | 2005  |                                                 |
| James A. McCambly                 | Ottawa                     | Ontario                 | Membre    | 1993  |                                                 |
| Doris McCarthy                    | Scarborough                | Ontario                 | Membre    | 1986  |                                                 |
| Grace Mary McCarthy               | Vancouver                  | Colombie-Britannique    | Officier  | 1992  |                                                 |
| J. William McCarthy               | St-Bruno                   | Québec                  | Membre    | 1985  |                                                 |
| Josephine McCarthy                | Toronto                    | Ontario                 | Membre    | 1981  |                                                 |
| Robert D. McChesney               | Kirkland Lake              | Ontario                 | Membre    | 1983  |                                                 |
| Jack McClelland                   | Toronto                    | Ontario                 | Compagnon | 1976  |                                                 |
| Robert B. McClure                 | Toronto                    | Ontario                 | Compagnon | 1971  |                                                 |
| James Kelsey McConica             | Toronto                    | Ontario                 | Officier  | 2000  |                                                 |
| Robert Murray Gordon McConnell    | Peterborough               | Ontario                 | Officier  | 1998  |                                                 |
| Edmund J. McCorkell               | Toronto                    | Ontario                 | Officier  | 1972  |                                                 |
| Evan McCormick                    | Winnipeg                   | Manitoba                | Membre    | 1974  |                                                 |
| Margaret Scott McCready           | Toronto                    | Ontario                 | Membre    | 1980  |                                                 |
| John F. McCreary                  | Gibsons                    | Colombie-Britannique    | Officier  | 1973  |                                                 |
| Frederick G. McCrimmon            | Huntingdon                 | Québec                  | Membre    | 1975  |                                                 |
| Stanley H. McCuaig                | Edmonton                   | Alberta                 | Membre    | 1972  |                                                 |
| Dean McCubbin                     | North Bay                  | Ontario                 | Membre    | 1984  |                                                 |
| Ernest A. McCulloch               | Toronto                    | Ontario                 | Officier  | 1988  |                                                 |
| Mary Rose McCulloch               | Watson Lake                | Yukon                   | Membre    | 1998  |                                                 |
| Mattie L. McCullough              | Red Deer                   | Alberta                 | Membre    | 1980  |                                                 |
| Sandra Post McDermid              | Caledon                    | Ontario                 | Membre    | 2003  |                                                 |
| Annetta McDonald                  | Ottawa                     | Ontario                 | Membre    | 1986  |                                                 |
| Graeme Donald McDonald            | Banff                      | Alberta                 | Membre    | 2000  |                                                 |
| Wendy Burdon McDonald             | Burnaby                    | Colombie-Britannique    | Membre    | 1996  |                                                 |
| Barbara McDougall                 | Toronto                    | Ontario                 | Officier  | 2000  |                                                 |
| J. Cecil McDougall                | Montréal                   | Québec                  | Officier  |       |                                                 |
| Médéric Zéphirin McDougall        | Saint-Louis                | Saskatchewan            | Membre    | 1985  |                                                 |
| Charles Alexander McDowell        | Vancouver                  | Colombie-Britannique    | Officier  | 1993  |                                                 |
| Frank F. McEachren                | Toronto                    | Ontario                 | Membre    | 1975  |                                                 |
| Frederick Charles McElman         | Fredericton                | Nouveau-Brunswick       | Membre    | 2002  |                                                 |
| Thomas D. McEntee                 | Montréal                   | Québec                  | Membre    | 1990  |                                                 |
| James Ross McFarlane              | Coquitlam                  | Colombie-Britannique    | Officier  | 1988  |                                                 |
| Anna McGarrigle                   | Alexandria                 | Ontario                 | Membre    | 1993  |                                                 |
| Kate McGarrigle                   | Saint-Sauveur-des-Monts    | Québec                  | Membre    | 1993  |                                                 |
| Gerald A.B. McGavin               | Vancouver                  | Colombie-Britannique    | Membre    | 1999  |                                                 |
| Edith G. McGeer                   | Vancouver                  | Colombie-Britannique    | Officier  | 1994  |                                                 |
| Patrick L. McGeer                 | Vancouver                  | Colombie-Britannique    | Officier  | 1994  |                                                 |
| Pauline M. McGibbon               | Toronto                    | Ontario                 | Compagnon | 1967  |                                                 |
| John A. McGinnis                  | Toronto                    | Ontario                 | Membre    | 1984  |                                                 |
| Lloyd Robert McGinnis             | Winnipeg                   | Manitoba                | Officier  | 2003  |                                                 |
| Pearl Kathryne McGonigal          | Winnipeg                   | Manitoba                | Membre    | 1994  |                                                 |
| Desmond T. McGrath                | Stephenville               | Terre-Neuve-et-Labrador | Officier  | 2001  |                                                 |
| Patrick J. McGrath                | Halifax                    | Nouvelle-Écosse         | Officier  | 2002  |                                                 |
| John H. C. McGreevy               | Québec                     | Québec                  | Membre    | 1988  |                                                 |
| Gordon R. McGregor                | Montréal                   | Québec                  | Compagnon | 1968  |                                                 |
| Frederick George McGuinness       | Brandon                    | Manitoba                | Membre    | 2003  |                                                 |
| Maura McGuire                     | Toronto                    | Ontario                 | Officier  | 1967  |                                                 |
| Vernon McIlwraith                 | Guelph                     | Ontario                 | Membre    | 1973  |                                                 |
| Donald McInnes                    | Halifax                    | Nouvelle-Écosse         | Officier  | 1978  |                                                 |
| Jennie Elizabeth McInnes          | Pictou                     | Nouvelle-Écosse         | Membre    | 1993  |                                                 |
| Mary Hamilton McInnis             | Toronto                    | Ontario                 | Membre    | 1980  |                                                 |
| Clifford M. McIntosh              | Atikokan                   | Ontario                 | Membre    | 1985  |                                                 |
| G. Scott McIntyre                 | North Vancouver            | Colombie-Britannique    | Membre    | 1996  |                                                 |
| Preston McIntyre                  | Montague                   | Île-du-Prince-Édouard   | Membre    | 1978  |                                                 |
| William Rogers McIntyre           | Vancouver                  | Colombie-Britannique    | Compagnon | 1991  |                                                 |
| Vera E. McIver                    | Victoria                   | Colombie-Britannique    | Membre    | 1986  |                                                 |
| Daniel E. McIvor                  | Richmond                   | Colombie-Britannique    | Membre    | 2003  |                                                 |
| Edna Hellen McIvor                | Winnipeg                   | Manitoba                | Membre    | 1981  |                                                 |
| Alexander Gordon McKay            | Hamilton                   | Ontario                 | Officier  | 1988  |                                                 |
| Mae F. McKay                      | Côte-Saint-Luc             | Québec                  | Membre    | 1973  |                                                 |
| William John McKeag               | Winnipeg                   | Manitoba                | Membre    | 1996  |                                                 |
| Katherine McKeever                | Vineland Station           | Ontario                 | Membre    | 1986  |                                                 |
| John Duncan McKellar              | Toronto                    | Ontario                 | Membre    | 1995  |                                                 |
| E. Neil McKelvey                  | Saint John                 | Nouveau-Brunswick       | Officier  | 1986  |                                                 |
| Loreena McKennitt                 | Stratford                  | Ontario                 | Membre    | 2004  |                                                 |
| William Darcy McKeough            | Chatham                    | Ontario                 | Officier  | 1993  |                                                 |
| Peggy McKercher                   | Saskatoon                  | Saskatchewan            | Membre    | 1994  |                                                 |
| Alasdair J. McKichan              | Campbellville              | Ontario                 | Membre    | 1998  |                                                 |
| Tommy McKillop                    | Toronto                    | Ontario                 | Membre    | 2005  |                                                 |
| Joan M. McKim                     | Montréal                   | Québec                  | Membre    | 2000  |                                                 |
| Donald McKinnon                   | Timmins                    | Ontario                 | Membre    | 1996  |                                                 |
| Hector B. McKinnon                | Ottawa                     | Ontario                 | Compagnon | 1968  |                                                 |
| Nancy McKinstry                   | Vancouver                  | Colombie-Britannique    | Membre    | 2004  |                                                 |
| Donald R. McLachlan               | Toronto                    | Ontario                 | Officier  | 1990  |                                                 |
| Sarah McLachlan                   | Vancouver                  | Colombie-Britannique    | Officier  | 1999  |                                                 |
| Digby Johns McLaren               | Ottawa                     | Ontario                 | Officier  | 1987  |                                                 |
| Norman McLaren                    | Hudson                     | Québec                  | Compagnon | 1968  |                                                 |
| Murray McLauchlan                 | Toronto                    | Ontario                 | Membre    | 1992  |                                                 |
| Audrey McLaughlin                 | Whitehorse                 | Yukon                   | Officier  | 2003  |                                                 |
| George Robert McLaughlin          | Fenelon Falls              | Ontario                 | Membre    | 1977  |                                                 |
| Isabel McLaughlin                 | Toronto                    | Ontario                 | Membre    | 1997  |                                                 |
| M. Michaelena McLaughlin          | Ottawa                     | Ontario                 | Membre    | 1999  |                                                 |
| R.S. McLaughlin                   | Oshawa                     | Ontario                 | Compagnon | 1967  |                                                 |
| W. Earle McLaughlin               | Westmount                  | Québec                  | Officier  | 1981  |                                                 |
| Charles Grant McLean              | Toronto                    | Ontario                 | Membre    | 2001  |                                                 |
| Ellen Signe McLean                | Eureka                     | Nouvelle-Écosse         | Officier  | 1980  |                                                 |
| Eric D. McLean                    | Montréal                   | Québec                  | Officier  | 1975  |                                                 |
| Kenneth McLean                    | Vernon                     | Colombie-Britannique    | Membre    | 1976  |                                                 |
| Katharine McLennan                | Sydney                     | Nouvelle-Écosse         | Officier  | 1972  |                                                 |
| Joanne E. McLeod                  | Fredericton                | Nouveau-Brunswick       | Membre    | 1986  |                                                 |
| Margaret L. McLeod                | Toronto                    | Ontario                 | Membre    | 1979  |                                                 |
| Norman William McLeod             | Etobicoke                  | Ontario                 | Membre    | 1989  |                                                 |
| Thomas Hector MacDonald McLeod    | Victoria                   | Colombie-Britannique    | Membre    | 2002  |                                                 |
| James W. McLoughlan               | Saint-Jean                 | Terre-Neuve-et-Labrador | Membre    | 1984  |                                                 |
| Marshall McLuhan                  | Toronto                    | Ontario                 | Compagnon | 1970  |                                                 |
| Robert McMichael                  | Belfountain                | Ontario                 | Membre    | 1974  |                                                 |
| Kenneth G. McMillan               | Thornhill                  | Ontario                 | Membre    | 1984  |                                                 |
| Hilliard McNab                    | Punnichy                   | Saskatchewan            | Membre    | 1983  |                                                 |
| J.B. McNair                       | Fredericton                | Nouveau-Brunswick       | Compagnon | 1967  |                                                 |
| Edward E. McNally                 | Calgary                    | Alberta                 | Membre    | 2004  |                                                 |
| Kenneth William McNaught          | Toronto                    | Ontario                 | Officier  | 1996  |                                                 |
| Shirley Helen McNaughton          | Guelph                     | Ontario                 | Membre    | 1988  |                                                 |
| Nancy Flora McNee                 | London                     | Ontario                 | Membre    | 2001  |                                                 |
| Carolyn Irene McNulty             | Saint John                 | Nouveau-Brunswick       | Membre    | 2003  |                                                 |
| Marilou McPhedran                 | Toronto                    | Ontario                 | Membre    | 1985  |                                                 |
| Gary William Wilcox McPherson     | Edmonton                   | Alberta                 | Membre    | 2003  |                                                 |
| Marvelle McPherson                | Winnipeg                   | Manitoba                | Membre    | 1994  |                                                 |
| Trina McQueen                     | Toronto                    | Ontario                 | Officier  | 2005  |                                                 |
| Albert H. McQuoid                 | St. Andrews                | Nouveau-Brunswick       | Membre    | 1973  |                                                 |
| James Chalmers McRuer             | Toronto                    | Ontario                 | Officier  | 1968  |                                                 |
| Ian Renwick McWhinney             | London                     | Ontario                 | Officier  | 1997  |                                                 |
| Marion I. Meadmore                | Winnipeg                   | Manitoba                | Membre    | 1984  |                                                 |
| Margaret Meagher                  | Halifax                    | Nouvelle-Écosse         | Officier  | 1974  |                                                 |
| C. Edward Medland                 | Toronto                    | Ontario                 | Membre    | 2002  |                                                 |
| Harry Medovy                      | Winnipeg                   | Manitoba                | Officier  | 1990  |                                                 |
| Horace W. Meech                   | Vancouver                  | Colombie-Britannique    | Membre    | 1984  |                                                 |
| J. Peter Meekison                 | Victoria                   | Colombie-Britannique    | Officier  | 1986  |                                                 |
| Donald Meeks                      | Toronto                    | Ontario                 | Membre    |       |                                                 |
| A. Roy Megarry                    | Uxbridge                   | Ontario                 | Officier  | 1993  |                                                 |
| Christine Meikle                  | Calgary                    | Alberta                 | Membre    | 1973  |                                                 |
| John Meisel                       | Tichborne                  | Ontario                 | Compagnon | 1989  |                                                 |
| Alexander Meisels                 | Québec                     | Québec                  | Membre    | 2000  |                                                 |
| Claude Mélançon                   | Montréal                   | Québec                  | Officier  | 1968  |                                                 |
| Victor Michael Melnikoff          | Westmount                  | Québec                  | Membre    | 1992  |                                                 |
| Pierre Meloche                    | Val-Morin                  | Québec                  | Officier  | 2001  |                                                 |
| Louis Melosky                     | Winnipeg                   | Manitoba                | Membre    | 1990  |                                                 |
| Ronald Melzack                    | Montréal                   | Québec                  | Officier  | 1995  |                                                 |
| L. Jacques Ménard                 | Montréal                   | Québec                  | Officier  | 1995  |                                                 |
| Frederick Mendel                  | Saskatoon                  | Saskatchewan            | Membre    | 1974  |                                                 |
| Nathan Saul Mendelsohn            | Winnipeg                   | Manitoba                | Membre    | 1999  |                                                 |
| Arthur Redpath Menzies            | Rockcliffe                 | Ontario                 | Membre    | 2000  |                                                 |
| S. June Menzies                   | Winnipeg                   | Manitoba                | Membre    | 1980  |                                                 |
| Ruby Mercer                       | Toronto                    | Ontario                 | Membre    | 1994  |                                                 |
| Ernest Mercier                    | Québec                     | Québec                  | Officier  | 1989  |                                                 |
| François Mercier                  | Outremont                  | Québec                  | Officier  | 1976  | Avocat                                          |
| Monique Mercure                   | Montréal                   | Québec                  | Compagnon | 1979  |                                                 |
| Oscar Mercure                     | Sainte-Foy                 | Québec                  | Membre    | 1984  |                                                 |
| Angus Merrick                     | Portage la Prairie         | Manitoba                | Membre    | 1995  |                                                 |
| Patricia M. Messner               | Carleton Place             | Ontario                 | Membre    | 1981  |                                                 |
| John Metcalf                      | Ottawa                     | Ontario                 | Membre    | 2004  |                                                 |
| Julius D. Metrakos                | Westmount                  | Québec                  | Membre    | 1986  |                                                 |
| George Geoffrey Meyerhof          | Halifax                    | Nouvelle-Écosse         | Membre    | 1999  |                                                 |
| John E. Meyers                    | Stirling                   | Ontario                 | Membre    | 1987  |                                                 |
| Marguerite Michaud                | Moncton                    | Nouveau-Brunswick       | Membre    | 1973  |                                                 |
| Pierre Michaud                    | Montréal                   | Québec                  | Membre    | 2002  | Entrepreneur, fondateur des magasins Réno-Dépôt |
| Pierre A. Michaud                 | Outremont                  | Québec                  | Officier  | 2003  | Juge en chef du Québec                          |
| Robert Michaud                    | Rimouski                   | Québec                  | Membre    | 2000  |                                                 |
| Dominique Michel                  | Montréal                   | Québec                  | Officier  | 1994  |                                                 |
| Norah Evangeline Michener         | Toronto                    | Ontario                 | Compagnon | 1971  |                                                 |
| Roland Michener                   | Toronto                    | Ontario                 | Compagnon | 1967  |                                                 |
| Norma Irene Mickelson             | Victoria                   | Colombie-Britannique    | Membre    | 2000  |                                                 |
| Kamal K. Midha                    | Saskatoon                  | Saskatchewan            | Membre    | 1995  |                                                 |
| Jessie Beaumont Mifflen           | Saint-Jean                 | Terre-Neuve-et-Labrador | Membre    | 1973  |                                                 |
| Arthur K. Miki                    | Winnipeg                   | Manitoba                | Membre    | 1991  |                                                 |
| Roy A. Miki                       | Vancouver                  | Colombie-Britannique    | Membre    |       |                                                 |
| John C. Miles                     | Hamilton                   | Ontario                 | Membre    | 1982  |                                                 |
| Pat Milesi                        | Trois-Rivières             | Québec                  | Membre    | 1987  |                                                 |
| Rodolphe Albert Millaire          | Westmount                  | Québec                  | Compagnon | 1989  |                                                 |
| Ian D. Millar                     | Perth                      | Ontario                 | Membre    | 1986  |                                                 |
| Arliss Miller                     | Edmonton                   | Alberta                 | Membre    | 1999  |                                                 |
| Donovan F. Miller                 | Vancouver                  | Colombie-Britannique    | Officier  | 1984  |                                                 |
| James Edwin Harris Miller         | Halifax                    | Nouvelle-Écosse         | Membre    | 1988  |                                                 |
| Leonard Miller                    | Saint-Jean                 | Terre-Neuve-et-Labrador | Membre    | 1978  |                                                 |
| Louise Miller                     | Edmonton                   | Alberta                 | Membre    | 2000  |                                                 |
| M. Corinne Church Miller          | Timmins                    | Ontario                 | Membre    | 2002  |                                                 |
| Michael J. Miller                 | Calgary                    | Alberta                 | Membre    | 1993  |                                                 |
| Monique Miller                    | Montréal                   | Québec                  | Officier  | 2001  |                                                 |
| William Millerd                   | Vancouver                  | Colombie-Britannique    | Membre    | 1993  |                                                 |
| Imelda Millette                   | Ville Lemoyne              | Québec                  | Membre    | 1981  |                                                 |
| Harold S. Millican                | Calgary                    | Alberta                 | Membre    | 1996  |                                                 |
| Mildred Milliea                   | Big Cove                   | Nouveau-Brunswick       | Membre    | 1995  |                                                 |
| Alan Mills                        | Westmount                  | Québec                  | Membre    | 1974  |                                                 |
| Donald Oliver Mills               | Eastern Passage            | Nouvelle-Écosse         | Membre    | 1995  |                                                 |
| John Vernor Mills                 | Etobicoke                  | Ontario                 | Officier  | 1979  |                                                 |
| Thora R. Mills                    | Toronto                    | Ontario                 | Membre    | 1985  |                                                 |
| Rose Eleanor Milne                | Ottawa                     | Ontario                 | Membre    | 1988  |                                                 |
| Brenda Milner                     | Montréal                   | Québec                  | Compagnon | 1984  |                                                 |
| H.R. Milner                       | Edmonton                   | Alberta                 | Compagnon | 1969  |                                                 |
| Stanley Albert Milner             | Edmonton                   | Alberta                 | Officier  | 2003  |                                                 |
| William Alexander Milroy          | Ottawa                     | Ontario                 | Membre    | 2000  |                                                 |
| J. Valentine Milvain              | Calgary                    | Alberta                 | Officier  | 1987  |                                                 |
| J. William E. Mingo               | Halifax                    | Nouvelle-Écosse         | Membre    | 2004  |                                                 |
| Jeanne Minhinnick                 | Picton                     | Ontario                 | Membre    | 1978  |                                                 |
| Brian Earl Minter                 | Chilliwack                 | Colombie-Britannique    | Membre    | 1990  |                                                 |
| Roy Seymour Minter                | Richmond                   | Colombie-Britannique    | Membre    | 1991  |                                                 |
| Henry Mintzberg                   | Montréal                   | Québec                  | Officier  | 1997  |                                                 |
| David Mirvish                     | Toronto                    | Ontario                 | Membre    | 1995  |                                                 |
| Edwin Mirvish                     | Toronto                    | Ontario                 | Officier  | 1978  |                                                 |
| Charles Stuart Mitchell           | Sturgis                    | Saskatchewan            | Membre    | 1979  |                                                 |
| David E. Mitchell                 | Calgary                    | Alberta                 | Officier  | 1984  |                                                 |
| Douglas Mitchell                  | Calgary                    | Alberta                 | Membre    | 2004  |                                                 |
| Joni Mitchell                     | Vancouver                  | Colombie-Britannique    | Compagnon | 2002  |                                                 |
| Kenneth Ronald Mitchell           | Regina                     | Saskatchewan            | Membre    | 1999  |                                                 |
| William O. Mitchell               | Calgary                    | Alberta                 | Officier  | 1973  |                                                 |
| Masajiro Miyazaki                 | Kamloops                   | Colombie-Britannique    | Membre    | 1976  |                                                 |
| Randall Moffat                    | Winnipeg                   | Manitoba                | Membre    | 2005  |                                                 |
| Garfield McLeod Moffatt           | Fredericton                | Nouveau-Brunswick       | Membre    | 1979  |                                                 |
| Harding P. Moffatt                | Halifax                    | Nouvelle-Écosse         | Membre    | 1975  |                                                 |
| Leo Mol                           | Winnipeg                   | Manitoba                | Officier  | 1989  |                                                 |
| Guido Molinari                    | Montréal                   | Québec                  | Officier  | 1971  |                                                 |
| John D. A. Mollard                | Regina                     | Saskatchewan            | Officier  | 2002  |                                                 |
| W. Thomas Molloy                  | Saskatoon                  | Saskatchewan            | Officier  | 1996  |                                                 |
| Colin John G. Molson              | Westmount                  | Québec                  | Membre    | 1978  |                                                 |
| Hartland de Montarville Molson    | Montréal                   | Québec                  | Officier  | 1995  |                                                 |
| Iona Monahan                      | Montréal                   | Québec                  | Membre    | 1984  |                                                 |
| Robert W. Moncel                  | Mahone Bay                 | Nouvelle-Écosse         | Officier  | 1967  |                                                 |
| Roger B. Mondor                   | Anjou                      | Québec                  | Membre    | 1983  |                                                 |
| Richard Monette                   | Stratford                  | Ontario                 | Membre    | 1997  |                                                 |
| Nicole-Henriette Mongeau          | Montréal                   | Québec                  | Membre    | 1972  |                                                 |
| Allan James Monk                  | Calgary                    | Alberta                 | Officier  | 1985  |                                                 |
| Lorraine Monk                     | Toronto                    | Ontario                 | Officier  | 1973  |                                                 |
| Alfred Maurice Monnin             | Winnipeg                   | Manitoba                | Officier  | 1990  |                                                 |
| Cécile J.G. Montpetit             | Montréal                   | Québec                  | Membre    | 1990  |                                                 |
| Gilbert C. Monture                | Ottawa                     | Ontario                 | Officier  | 1967  |                                                 |
| Jean C. Monty                     | Montréal                   | Québec                  | Membre    | 1994  |                                                 |
| Robert Vaughan Moody              | Edmonton                   | Alberta                 | Officier  | 1999  |                                                 |
| Rufus Ezra Moody                  | Queen Charlotte City       | Colombie-Britannique    | Membre    | 1976  |                                                 |
| Arthur B. Moore                   | Toronto                    | Ontario                 | Officier  | 1976  |                                                 |
| Audrey L. Moore                   | Castlegar                  | Colombie-Britannique    | Membre    | 2001  |                                                 |
| Donald W. Moore                   | Willowdale                 | Ontario                 | Membre    | 1989  |                                                 |
| Dora Mavor Moore                  | Toronto                    | Ontario                 | Officier  | 1970  |                                                 |
| Dorothy Moore                     | Sydney                     | Nouvelle-Écosse         | Membre    | 2005  |                                                 |
| J. Mavor Moore                    | Victoria                   | Colombie-Britannique    | Compagnon | 1973  |                                                 |
| Trevor F. Moore                   | Toronto                    | Ontario                 | Membre    | 1980  |                                                 |
| William W. Moore                  | South Burnaby              | Colombie-Britannique    | Officier  | 1971  |                                                 |
| Patrick Joseph Moran              | Regina                     | Saskatchewan            | Membre    | 1992  |                                                 |
| Susan M. Moran                    | Toronto                    | Ontario                 | Membre    | 2005  |                                                 |
| Nicholas Everard Morant           | Banff                      | Alberta                 | Membre    | 1990  |                                                 |
| Oskar Morawetz                    | Toronto                    | Ontario                 | Membre    | 1988  |                                                 |
| John Reid Morden                  | Toronto                    | Ontario                 | Membre    | 1999  |                                                 |
| Gérald Moreau                     | Victoria                   | Colombie-Britannique    | Membre    | 1992  |                                                 |
| Jean-Guy Moreau                   | Montréal                   | Québec                  | Membre    | 2005  |                                                 |
| James J. Morelli                  | Creston                    | Colombie-Britannique    | Membre    | 1972  |                                                 |
| Pierre Morency                    | Québec                     | Québec                  | Officier  | 2002  |                                                 |
| Moses Osborne Morgan              | Saint-Jean                 | Terre-Neuve-et-Labrador | Compagnon | 1973  |                                                 |
| Norbert Rubin Morgenstern         | Edmonton                   | Alberta                 | Membre    | 2000  |                                                 |
| Clément Morin                     | Montréal                   | Québec                  | Membre    | 1992  |                                                 |
| Dollard Morin                     | Lorraine                   | Québec                  | Membre    | 1974  |                                                 |
| Jean-Louis Ernest Pallascio Morin | Outremont                  | Québec                  | Membre    | 1979  |                                                 |
| Yves Morin                        | Québec                     | Québec                  | Officier  | 1990  |                                                 |
| Auguste-M. Morisset               | Ottawa                     | Ontario                 | Membre    | 1976  |                                                 |
| Renée Morisset                    | Québec                     | Québec                  | Officier  | 1981  |                                                 |
| Richard Morisset                  | Outremont                  | Québec                  | Membre    | 1991  |                                                 |
| Raymond Moriyama                  | Toronto                    | Ontario                 | Officier  | 1985  |                                                 |
| Lawrence Whitaker Morley          | Collingwood                | Ontario                 | Officier  | 1999  |                                                 |
| David L. Moroni                   | Fredericton                | Nouveau-Brunswick       | Membre    | 1990  |                                                 |
| Audrey Atrill Morrice             | Okotoks                    | Alberta                 | Membre    | 2004  |                                                 |
| Alwyn Morris                      | Cornwall Island            | Ontario                 | Membre    | 1985  |                                                 |
| George H. Morris                  | Yorkton                    | Saskatchewan            | Officier  | 1980  |                                                 |
| Joseph Morris                     | Victoria                   | Colombie-Britannique    | Compagnon | 1979  |                                                 |
| Ruth Rittenhouse Morris           | Salmon Arm                 | Colombie-Britannique    | Membre    | 2001  |                                                 |
| Bram Morrison                     | Toronto                    | Ontario                 | Membre    | 2002  |                                                 |
| Mary Morrison                     | Toronto                    | Ontario                 | Officier  | 1983  |                                                 |
| Norval Morrisseau                 | Shebandowan                | Ontario                 | Membre    | 1978  |                                                 |
| Patrick Allan Morrow              | Canmore                    | Alberta                 | Membre    | 1987  |                                                 |
| Alton L. Morse                    | Chapleau                   | Ontario                 | Membre    | 1983  |                                                 |
| Eric W. Morse                     | Wakefield                  | Québec                  | Membre    | 1975  |                                                 |
| Ann Mortifee                      | Cortes Island              | Colombie-Britannique    | Membre    | 1991  |                                                 |
| Ann Mortimer                      | Newmarket                  | Ontario                 | Membre    | 2000  |                                                 |
| Desmond Morton                    | Montréal                   | Québec                  | Officier  | 1996  |                                                 |
| Elizabeth H. Morton               | Ottawa                     | Ontario                 | Officier  | 1968  |                                                 |
| Helen J. Morton                   | Ottawa                     | Ontario                 | Officier  | 1983  |                                                 |
| W.L. Morton                       | Peterborough               | Ontario                 | Officier  | 1969  |                                                 |
| Virgil P. Moshansky               | Calgary                    | Alberta                 | Membre    | 2004  |                                                 |
| Terry Mosher                      | Montréal                   | Québec                  | Officier  | 2002  |                                                 |
| Robert Lynn Mossing               | Regina                     | Saskatchewan            | Membre    | 1994  |                                                 |
| Roger G. Motut                    | Edmonton                   | Alberta                 | Membre    | 1979  |                                                 |
| Jean-Marie Mouchet                | Whitehorse                 | Yukon                   | Membre    | 1993  |                                                 |
| Balfour M. Mount                  | Montréal                   | Québec                  | Officier  | 1985  |                                                 |
| Corinne Mount Pleasant-Jetté      | Montréal                   | Québec                  | Membre    | 1992  |                                                 |
| Douglas L. Mowat                  | Vancouver                  | Colombie-Britannique    | Membre    | 1982  |                                                 |
| Farley McGill Mowat               | Port Hope                  | Ontario                 | Officier  | 1981  |                                                 |
| Jean Le Moyne                     | Ottawa                     | Ontario                 | Officier  | 1982  |                                                 |
| Alexander Mozes                   | Don Mills                  | Ontario                 | Membre    | 1978  |                                                 |
| Louis Muhlstock                   | Montréal                   | Québec                  | Officier  | 1990  |                                                 |
| David S. Mulder                   | Westmount                  | Québec                  | Membre    | 1997  |                                                 |
| Nick Mulder                       | Ottawa                     | Ontario                 | Officier  | 1997  |                                                 |
| Brian Mulroney                    | Montréal                   | Québec                  | Compagnon | 1998  |                                                 |
| Phyllis B. Munday                 | North Vancouver            | Colombie-Britannique    | Membre    | 1972  |                                                 |
| John James Alexander Mundle       | Kamloops                   | Colombie-Britannique    | Membre    | 1981  |                                                 |
| Peter Munk                        | Toronto                    | Ontario                 | Officier  | 1992  |                                                 |
| Mary Elizabeth Munn               | Calgary                    | Alberta                 | Membre    | 1983  |                                                 |
| Jack Munro                        | West Vancouver             | Colombie-Britannique    | Membre    | 1998  |                                                 |
| Raymond Alan Munro                | Oakville                   | Ontario                 | Membre    | 1974  |                                                 |
| Ross Munro                        | Oakville                   | Ontario                 | Officier  | 1973  |                                                 |
| Robert N. Munsch                  | Guelph                     | Ontario                 | Membre    | 1999  |                                                 |
| Takashi Murakami                  | Winnipeg                   | Manitoba                | Membre    | 2004  |                                                 |
| John J. Murphy                    | Saint-Jean                 | Terre-Neuve-et-Labrador | Membre    | 1985  |                                                 |
| Joseph Stanley Murphy             | Windsor                    | Ontario                 | Membre    | 1978  |                                                 |
| Noel Francis Murphy               | Corner Brook               | Terre-Neuve-et-Labrador | Membre    | 1987  |                                                 |
| Sean Murphy                       | Montréal                   | Québec                  | Membre    | 1976  |                                                 |
| Anne Murray                       | Toronto                    | Ontario                 | Compagnon | 1975  |                                                 |
| Athol Murray                      | Wilcox                     | Saskatchewan            | Officier  | 1968  |                                                 |
| Donald W.G. Murray                | Toronto                    | Ontario                 | Compagnon | 1967  |                                                 |
| Elizabeth Murray                  | London                     | Ontario                 | Membre    | 1980  |                                                 |
| Geoffrey Stuart Murray            | Gloucester                 | Ontario                 | Membre    | 1999  |                                                 |
| Jane B.D. Murray                  | Ottawa                     | Ontario                 | Membre    | 1978  |                                                 |
| Kenneth George Murray             | Cambridge                  | Ontario                 | Membre    | 2000  |                                                 |
| Margaret Murray                   | Lillooet                   | Colombie-Britannique    | Officier  | 1970  |                                                 |
| Robert D. Murray                  | Westmount                  | Québec                  | Officier  | 1991  |                                                 |
| Robert George Everitt Murray      | London                     | Ontario                 | Officier  | 1997  |                                                 |
| Thomas John Murray                | Halifax                    | Nouvelle-Écosse         | Officier  | 1990  |                                                 |
| J.E.V. Murrell                    | Thunder Bay                | Ontario                 | Membre    | 1978  |                                                 |
| John Murrell                      | Calgary                    | Alberta                 | Officier  | 2002  |                                                 |
| Helen K. Mussallem                | Ottawa                     | Ontario                 | Compagnon | 1969  |                                                 |
| J. Fraser Mustard                 | Toronto                    | Ontario                 | Compagnon | 1985  |                                                 |
| William T. Mustard                | Mustard                    | Ontario                 | Officier  | 1976  |                                                 |
| Lawrence A. Mysak                 | Montréal-Ouest             | Québec                  | Membre    | 1996  |                                                 |